# 마도 2호선
마도 2호선은 대한민국 충청남도 태안군 마도 앞바다에서 발견된 고려시대의 난파선이다. 마도 2호선은 지금의 전라북도 고창 일대에서 거둔 곡물 등을 싣고 개경으로 항해하던 중 마도 앞바다에서 침몰하였으며, 2009년에 발견되어 국립해양문화재연구소에서 2010년 5월부터 같은 해 10월까지 발굴 조사 후 마도 2호선으로 명명하였다.

## 발견
태안 마도 앞바다의 안흥량(安興梁) 일대는 해저 지형의 영향으로 물살이 급하여 과거부터 난행량(難行梁)으로 불리던 해역으로, 해난 사고가 자주 발생하였다. 그런데 1990년대 마도와 신진도를 잇는 제방이 건설되어 조류의 흐름이 바뀌면서 퇴적층이 침식되었으며, 갯벌에 묻혀 있던 유물이 해저 표면으로 드러난 것으로 추정된다. 2007년 7월 태안 마도 주민 심선택 외 1명은 어로 작업 중 그물에 걸려 올라온 청자 대접 등 유물을 확인하고 신고하였으며, 이에 국립해양문화재연구소에서 수중발굴조사를 진행하여 2009년 5월에 마도 1호선을 발견한 데 이어 동년 10월에는 인근에서 마도 2호선을 발견하였다.

## 유물
마도 2호선에서는 선체를 포함하여 총 400여점의 유물이 발굴되었다. 이 중 포유류, 어류, 조류 등 180여점의 동물 유체가 발견되기도 하였다. 포유류는 사슴, 돼지, 개, 소, 고라니, 고래의 6종류이며, 사슴과 돼지가 대부분이다. 어류는 농어, 숭어, 참돔, 상어 등 9종류가 확인되었으며, 조류는 닭과 오리가 대부분이다. 또한 ‘차(車)’와 ‘장(亻將)’이 적힌 장기알 2점이 출수되어, 선상에서 뱃사람들이 여가로 장기를 즐겼음을 추정할 수 있다.

### 목간 및 죽찰
발굴 유물 중 목간과 죽찰은 화물의 발신자, 수신자, 내용물 등을 표기하기 위한 목적으로 화물과 함께 실려 있었다. 발송지는 오늘날 전북특별자치도 고창군에 속하는 무송현·고창현·장사현과 정읍시에 속하는 고부군으로, 마도 2호선이 지금의 고창, 정읍 일대에서 출항하였음을 알 수 있다.
특히 수신인 이극서로 표기된 죽찰을 통해 마도 2호선의 출항 시기를 추정할 수 있게 되었다.
李克偦郎中宅上田出 X
이극서 낭중 댁에 올림. 전출 (이하 결락)

《고려사》에 따르면 이극서는 1219년(고종 6)에는 추밀원부사였고 1220년(고종 7)에는 평장사가 되었으므로 이극서를 낭중으로 칭하는 죽찰이 실린 마도 2호선은 1219년 이전에 출항한 것으로 보인다.

### 도자기
마도 2호선에서는 도자기 163점이 발견되었다. 이 중 청자가 157점으로 대부분을 차지하고 있으며, 특히 보물 청자 상감국화모란유로죽문 매병 및 죽찰, 청자 음각 연화절지문 매병 및 죽찰이 발견되기도 하였다. 이 두 매병은 꿀과 참기름을 담았다는 죽찰과 함께 발견되어, 매병을 운반 용기로도 활용하였음이 밝혀졌다. 또한 태안군은 마도 2호선에서 발견된 청자양각연판문유개통형잔을 관광기념품으로 개발하기도 하였다.

### 선체
마도 2호선의 선체는 길이 12.8m, 너비 5m 가량이 비교적 양호한 상태로 발견되었다. 잔존 선체는 해체 후 인양되어 국립해양문화재연구소에서 탈염 및 경화 처리 중으로, 향후 건조 처리를 거쳐 복원할 예정이다.